# Áed Allán
Áed Allán (o Áed mac Fergaile) (m. 743) fue un rey irlandés del siglo VIII, rey de Ailech y Rey Supremo de Irlanda. Áed Allán era hijo de Fergal mac Máele Dúin y miembro de Cenél nEógain, una rama los Uí Néill del norte.
Fergal fue asesinado, junto con muchos otros, en la batalla de Almain, en 722. Esta batalla tuvo lugar contra Murchad mac Brain Mut de Uí Dúnlainge, rey de Leinster. El rey de Uí Néill en este tiempo era Flaithbertach mac Loingsig de Cenél Conaill. Áed Allán luchó contra Flaithbertach en Mag Itha en 734, y fue derrotado. Empero, Flaithbertach abdicó o fue depuesto poco después y entró en el monasterio en Ard Macha (Armagh).
El principal requisito para ser un potencial rey supremo era el éxito en batalla, y Áed Allán se enfrentó a los Ulaid, bajo Áed Róin de los Dál Fiatach en Faughart. Los reyes del Ulaid controlaban la mayoría del Úlster oriental, mientras los Cenél nEógain estaban radicados en Condado Tyrone. Áed Allán derrotó a los Ulaid, asesinado a Áed Róin y al rey del Uí Echach Cobo, obteniendo así el control de Conailli Muirthemne.
En 737, Áed Allán se reunió con el rey Eóganachta Cathal mac Finguine en Terryglass, probablemente terreno neutral. Byrne dice que es improbable que Cathal, rey de Munster, reconociera la autoridad de Áed Allán — los Uí Néill tenían bastante poca influencia en el sur — pero si Cathal había esperado algún beneficio de la reunión, donde quizás hubiera reconocido la supremacía eclesiástica de Armagh, resultó decepcionado. Aun así, los clérigos de Armagh pudieron haber quedado satisfecho ya que los Anales de Ulster, en la entrada que sigue a la que informa de la reunión de Áed Allán y Cathal, dice que la ley de Patrick estuvo vigente en Irlanda. Esto presumiblemente significa que Áed Allán y Cathal apalabraron el tratamiento especial de la iglesia, sus tierras y sus inquilinos, según indicaba la ley de Patrick.

En 738, Áed Allán luchó contra los ejércitos de Leinster en la batalla de Áth Senaig. Los Anales de Ulster y los Anales de Tigernach dedican espacio considerable a la batalla, en la que Áed Allán reultó herido y el rey de Leinster Áed mac Colggen de Uí Cheinnselaig muerto. Bran Bec de Uí Dúnlainge, hijo de aquel Murchad mac Brain Mut que había derrotado al padre de Áed Allán en 722, también murió. 
 Esta derrota parece para haber aplastado a los Uí Chennselaig ya que, por casi tres siglos después de la batalla de Áth Senaig, los Uí Dúnlainge dominaron Leinster.
Áed Allán murió en 743, en la batalla en Seredmag, derrotado por Domnall Midi de Clann Cholmáin.
Áed Allán fue sucedido como Rey Supremo por Domnall Midi. Según algunas listas Niall Frossach le siguió como Rey de Ailech, pero otros discrepan. El hijo de Flaithbertach, Áed Muinderg es llamado rí in Tuaisceart—Rey del norte, un título aparentemente significando que fue reconocido como gobernante principal de los Uí Néill del norte y quizás como lugarteniente de Domnall Midi—a su muerte en 764. Su hijo Máel Dúin mac Áedo Alláin (muerto 788) sería posteriormente rey de Ailech.